# Jamie Shaul

a Compétitions nationales et continentales officielles uniquement.

b Matchs officiels uniquement.
Jamie Shaul, né le 1er juillet 1992 à Kingston upon Hull (Angleterre), est un joueur de rugby à XIII anglais évoluant au poste d'arrière. Il fait ses débuts en Super League avec Hull FC, franchise à laquelle il est encore fidèle lors de la saison 2013. Devenu titulaire au poste d'arrière, il participe au renouveau de cette franchise en atteignant à deux reprises la finale de la Challenge Cup dont une victoire en 2016 contre les Wolves de Warrington à Wembley marquant l'essai de la victoire 12-10. Lors de la saison 2016, il est nommé dans la « Dream Team » de la Super League au poste d'arrière.

## Palmarès
- Collectif :
  - Vainqueur de la Challenge Cup : 2016 et 2017 (Hull FC).
  - Finaliste de la Challenge Cup : 2013 (Hull FC).

- Individuel :
  - Nommé dans la « Dream Team » de la Super League : 2016 (Hull FC).

### En club

#### Statistiques
| Saison | Club    | Compétition  | Matchs | Points | Essais | Goals | Drops |
| ------ | ------- | ------------ | ------ | ------ | ------ | ----- | ----- |
| 2014   | Hull FC | Super League | 8      | 28     | 7      | 0     | 0     |
| 2014   | Hull FC | Super League | 25     | 64     | 16     | 0     | 0     |
| 2015   | Hull FC | Super League | 14     | 32     | 8      | 0     | 0     |
| 2016   | Hull FC | Super League | 28     | 56     | 14     | 1     | 0     |
| Total  | Total   | Total        | 75     | 180    | 45     | 0     | 0     |